# Gadna (Hongrie)
Pour les articles homonymes, voir Gadna.
Gadna est un village et une commune du comitat de Borsod-Abaúj-Zemplén en Hongrie.